# مشاع 6 تل شيراز (جهاد أباد كرمان)
مشاع 6 تل شیراز (بالإنجليزية: Masha-ye 6 Tall-e Shiraz)‏ هي منطقة سكنية تقع في إيران في البلدة المركزية. يقدر عدد سكانها بـ 15 نسمة .